# خلفان ابراهیم
خلفان ابراهیم خلفان آل خلفان (به عربی: خلفان إبراهيم خلفان آل خلفان) (زادهٔ ۱۸ فوریه ۱۹۸۸ در دوحه) بازیکن فوتبال می‌باشد که در السد در لیگ ستارگان قطر بازی می‌کند.

## باشگاهی
وی به همراه تیم فوتبال السد به مقام قهرمانی در لیگ قهرمانان آسیا ۲۰۱۱ دست یافت.

## تیم ملی
او ۶۹ بازی ملی برای تیم ملی قطر انجام داده است و ۱۷ گل ملی در کارنامه دارد.

## بازیکن سال فوتبال آسیا
خلفان ابراهیم در سال ۲۰۰۶ به عنوان بازیکن سال فوتبال آسیا انتخاب شد. او اولین بازیکن قطری است که توانسته به این عنوان برسد.